# Kárpáti Szics
A Kárpáti Szics Népi Önvédelmi Szervezet, röviden Kárpáti Szics (ukránul Організація народної оборони «Карпатська Січ») kárpátaljai félkatonai szervezet volt 1938 novembere és 1939 márciusa között. A Kárpáti Szicset a leendő független Kárpát-Ukrajna hadseregének szánták, ám az 1939. március 15-én kikiáltott állam a Magyar Honvédség megszállása után megszűnt.

## Előzmények
Miután a trianoni szerződéssel Kárpátalja 1921-ben Csehszlovákiához került, Prága kötelezettséget vállalt arra, hogy autonómiát ad a főleg ruszinok lakta régiónak. Ennek végrehajtását azonban egyre halogatták, míg végül 1938. szeptember 29-én a müncheni döntéssel Németország elszakította az országtól a Szudétavidéket és Csehszlovákia mind kül-, mind belpolitikai szempontból válságba jutott. Hogy leszereljék a keleti országrész lázongását, október 11-én Podkarpatszka Rusz néven létrehozták a kárpátaljai autonóm területet. Első miniszterelnöke a nagyorosz/ruszin irányultságú, magyarbarát Bródy András lett, akit azonban - miután népszavazást szervezett volna a terület hovatartozásáról - október 26-án hazaárulás vádjával letartóztattak és helyét az addigi belügyminiszter, az ukrán párt vezetője, Avgusztin Volosin vette át. Volosin a kárpátaljai ruszinokat az ukrán nép egyik csoportjának tekintette és távlati célja egy független ukrán állam létrehozása volt, német támogatással. Hatalomra jutása után szorgalmazta egy olyan paramilitáris szervezet létrehozását, amely egyrészt segítette volna a csehszlovák hatóságokat az 1938 október-novemberében rendkívül aktív magyar és lengyel diverzánsok felkutatásában és lefegyverzésében; másrészt magvául szolgálhatott volna a leendő állam hadseregének.

## A Kárpáti Szics megalakulása

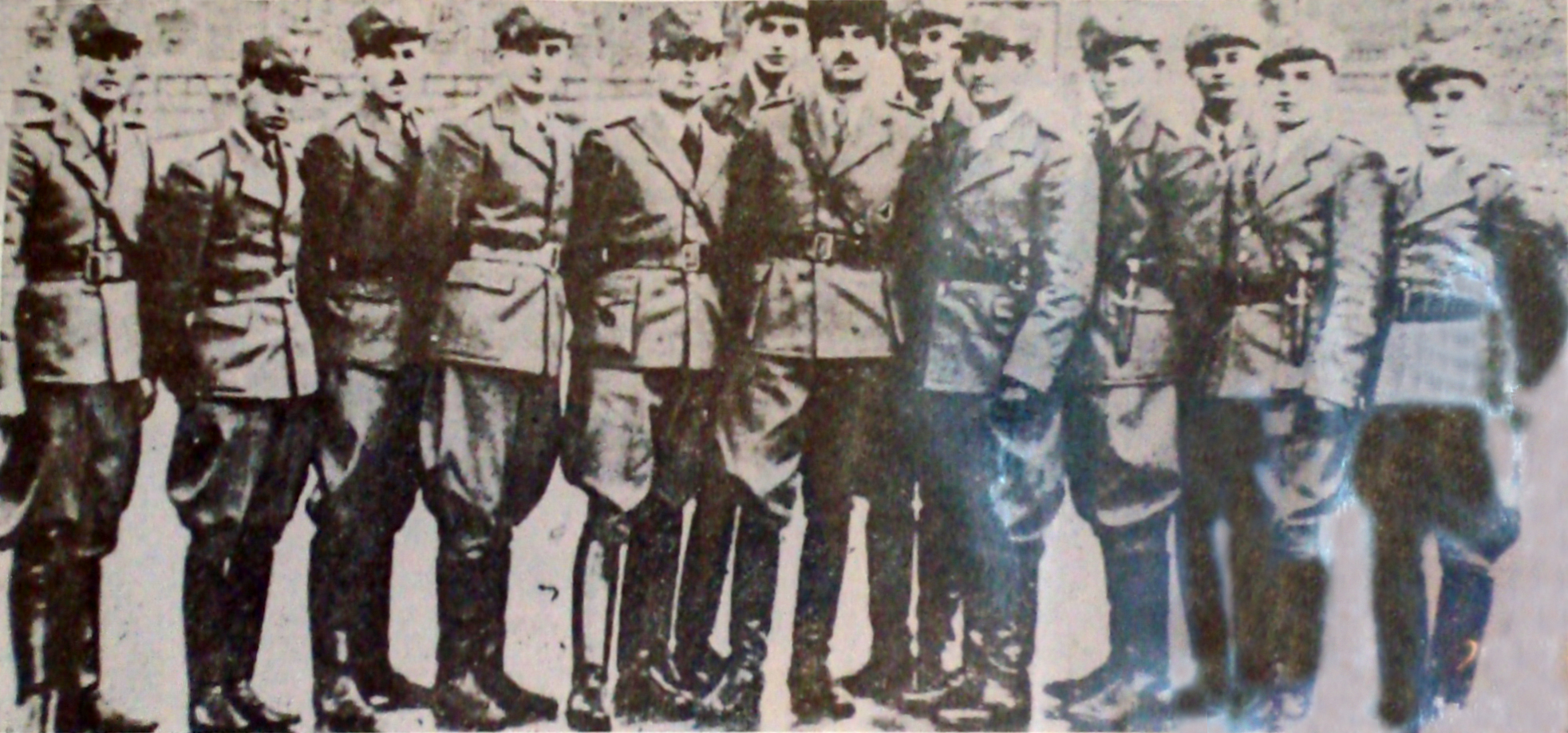
Szics-gárdisták, középen Dmitro Klimpus főparancsnokkal

A Kárpáti Szics alakuló ülését 1938. november 9-én tartották Huszton, a Podkarpatszka Rusz fővárosában (miután a korábbi főváros, Ungvár és más nagyobb városok az első bécsi döntés nyomán Magyarországhoz kerültek). A szervezet főparancsnokává Dmitro Klimpust választották, a parancsnoksághoz rajta kívül Ivan Roman gazdasági felelős, Ivan Rohacs titkárságvezető és Sztepan Roszoha propagandafelelős tartoztak. Klimpus és Roman korábban tiszthelyettesként szolgáltak a Monarchia, illetve Csehszlovákia hadseregében. A Szics katonai jellegének megteremtésében nagy szerepet játszottak az Ukrán Nacionalisták Szervezetének tagjai, akik Lengyel-Galíciából érkeztek. A szervezet alapszabályában leszögezte hogy fő feladata Podkarpatszka Rusz kormányának segítése, az ukrán polgárok önvédelmi szellemének erősítése és harc az államellenes propaganda ellen. 
A november 21-én kiadott utasításban meghatározták a Szics szervezeti felépítését, amely szigorú centralizáción és alá-fölé rendeltségen alapult. Kiadták a Kárpáti Szics Nasztup (Hacmyn, Támadás) c. újságját. Megalakulásakor a szervezetnek mintegy ezer tagja volt, de a létszám igen hamar 10-15 ezer körülire duzzadt, bár a legtöbb tag csak ukrán kulturális szervezetként tekintett rá és valamilyen katonai jellegű kiképzésben mintegy kétezren részesültek. Az "elit gárdának" a huszti székhelyű 1. és 2. század számított, összesen mintegy 320 fővel, őket látták el legjobban fegyverrel és egyenruhával is, bár egyenruha csak az 1. század száz tagjának jutott.  
1938. december 4-én megtartották a Kárpáti Szics első kongresszusát, amelyet sokan inkább nacionalista demonstrációnak tekintettek és Kárpátalja egész területéről több ezren vettek részt rajta. Itt mutatták be az új egyenruhát is.

## Felszerelés

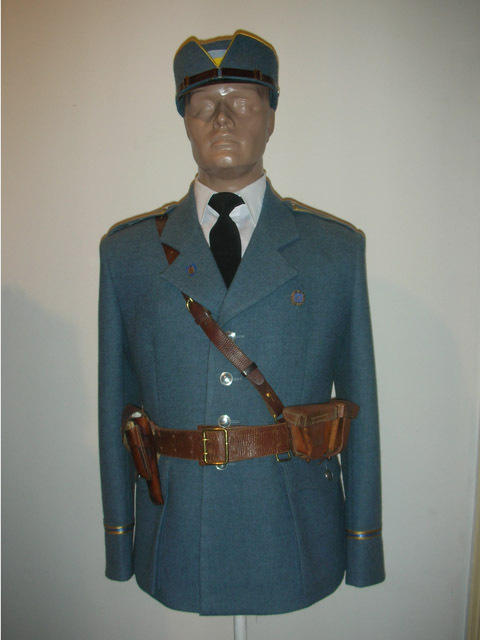
A Kárpáti Szics egyenruhája

A katonai kiképzést illetően mindvégig komoly gondot jelentett a képzett tisztek hiánya és a fegyverhiány. A tagok döntő többsége polgári foglalkozással rendelkező önkéntes volt, tényleges katonai tapasztalattal nagyon kevesen rendelkeztek. A korábban az osztrák, lengyel és csehszlovák hadseregben szolgálókból megszervezték a tisztek oktatását, de 1939 márciusáig csak kb. 40 főt tudtak úgy-ahogy kiképezni. A csehszlovák hatóságok polgári szervezetek (ilyen volt hivatalosan a Szics) számára nem engedélyezték a fegyvertartást, így csak félig-meddig illegálisan tudtak néhány tűzfegyvert beszerezni. 1939 márciusáig kb. 50 puskát és 200 pisztolyt szereztek, elsősorban a megszűnt Cseh Nemzeti Gárdától. A csehszlovák határőrséget segítő 6-7 fős szicsgárdista csoportok jellemzően egy puskával, egy pisztollyal és hat kézigránáttal voltak felfegyverezve.
A hivatalos egyenruha a következőkből állt: mazepinka (hagyományos ukrán katonai sapka), fehér ing, sötét nyakkendő, terepszínű szörkészöld (vagy szürkéskék) zubbony, bőr derékszíj, bricsesznadrág, csizma, katonaköpeny. A sapkára időnként kék-sárga szalagot tűztek. A ruhán gyönggyel hímzett kokárdát viseltek, amely mintája körzetenként különbözött. A női egyenruha ellenző nélküli mazepinkából, blúzból, nyakkendőből, zubbonyból, derékszíjból és térd alá érő szoknyából állt.    
A Kárpáti Szics nőket is felvett soraiba, számukra külön egységeket szervezett. Az ő feladatuk leginkább a kulturális oktatás, nemzeti propaganda, elsősegélyoktatás, futárszolgálat és telefon- és rádióösszeköttetés ellátása volt. Az 1939. február 19-én tartott második kongresszuson a férfiak mellett mintegy 3 ezer nő jelent meg.   

## A magyar megszállás

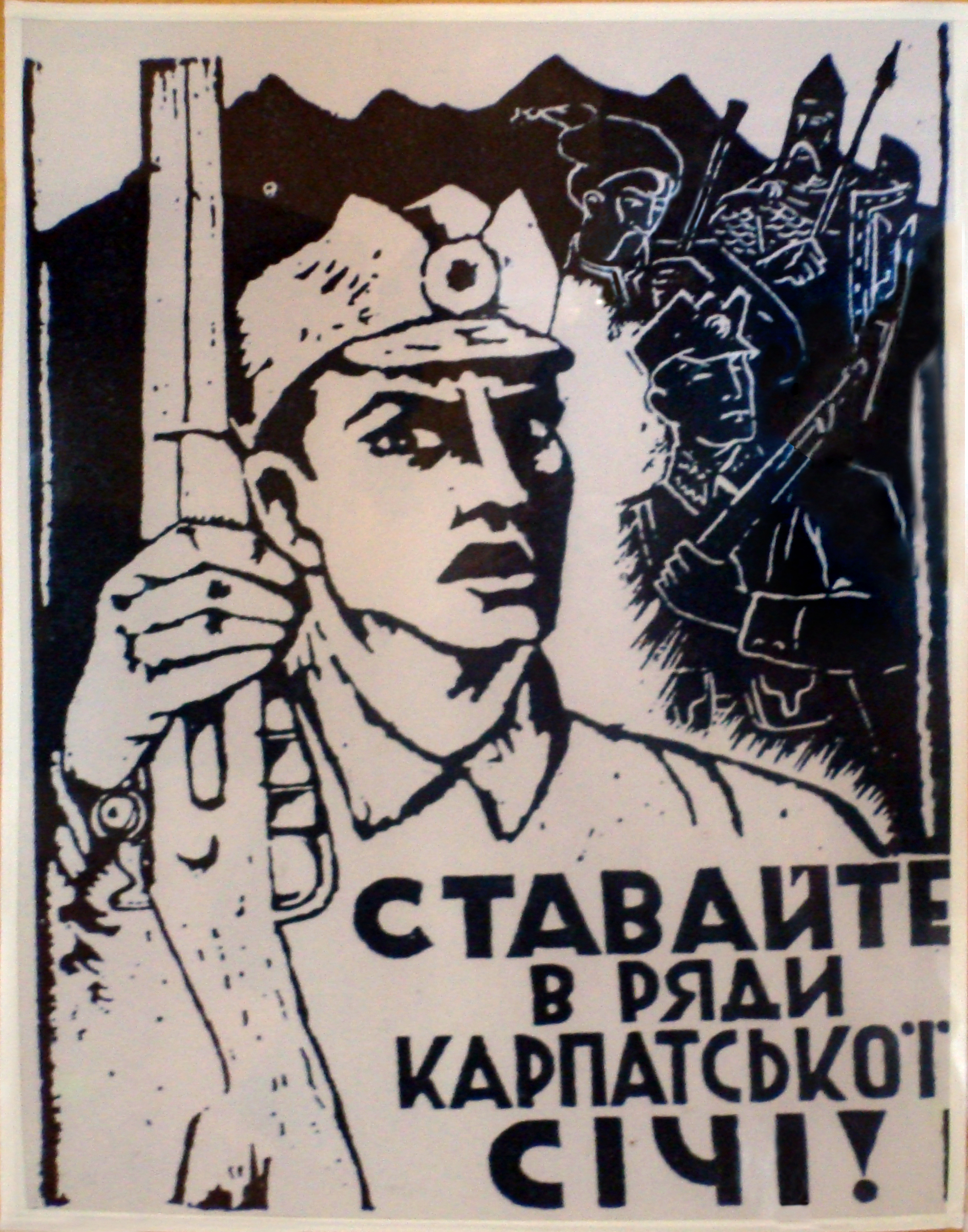
A Kárpáti Szics toborzóplakátja

Miután Hitler 1939. március 12-én eldöntötte Csehszlovákia felszámolását, szabad utat engedett annak, hogy Magyarország megszállja Kárpátalja maradék részét is, amelyet nem sikerült megszereznie az első bécsi döntésnél. Az első összecsapásokra a Magyar Honvédség és a csehszlovák határőrség között március 14-én került sor az Ungvár és Munkács környéki magaslatok elfoglalásával, majd másnap megindult a terület birtokbavétele. Időközben a németek bevonultak Csehországba és a prágai kormány utasítást adott a kárpátaljai fegyveres erőinek és hivatalnokainak hogy evakuálják Kárpát-Ukrajnát (az autonóm terület 1938 decemberében változtatott nevet). A cseh haderő innentől kezdve csak a visszavonulás fedezése érdekében állt ellen az előretörő magyaroknak (pl. Perecsenynél). Volosin még 14-én este a rádióban bejelentette Kárpát-Ukrajna függetlenné válását. A huszti kormány - bár a remélt német határvédelmi garanciát nem kapta meg - az ellenállás mellett döntött és a Kárpáti Szics mellett önkénteseket (többek között huszti és nagyszőlősi középiskolásokat) is toboroztak. Fegyvereket a kivonuló cseh határőröktől, rendőröktől, pénzügyőröktől szereztek, sok esetben erőszakos módon, lefegyverzéssel. Toronya falunál komoly összecsapásra is sor került, ahol állítólag a 250-300 fős csehszlovák egységből száz embert megöltek. Így összesen néhány száz puskához, néhány géppuskához és aknavetőhöz jutottak. A Szics főerői keleten összpontosultak, Nagyszőlősön három század kb. 420 puskával és 20 géppisztollyal, Ilosván egy század 100 puskával, Huszton két század 200 puskával és tucatnyi géppisztollyal, Ökörmezőn és Toronyán négy század 400 puskával, 15 géppisztollyal és 25 aknavetővel. Nyugaton néhány száz fő védte Perecsenyt, Szolyvát és Munkács környékét. A véderők összlétszámát 1,2-1,5 ezerre teszik.
A legintenzívebb harcokra a Nagyszőlős-Huszt szakaszon került sor, azonban jelentős eltérés van a magyar és az ukrán történészek álláspontja között. A Omeljan Dovhanics becslése szerint az ún. vörösmezei csatában 230 Szics-gárdista esett el, a támadó Magyar Honvédség pedig 160 halottat és 400 sebesültet vesztett. A magyar veszteséglistákban még csak hasonló adatok sem szerepelnek, a Huszt felé előretörő beregszászi csoport a jelentések szerint összesen 20 halottat veszített (ebből 16-ot Tiszaszászfalunál, ahol a cseh határvédelmi erők könnyű harckocsikkal is el voltak látva). A kiképzetlen, rosszul felszerelt Szics-gárdisták szinte sehol sem tudtak komoly ellenállást kifejteni. Veszteségeik igen magasak voltak, bár ehhez hozzájárult, hogy az egyenruha nélkül elfogott fegyvereseket a magyar katonák sok esetben partizánként kezelték és helyben agyonlőtték őket. A magyar beregszászi csoport első egységei március 16-án 16 órakor hatoltak be Husztra. A védők Técső, Rahó és Aknaszlatina felé vonultak vissza, ám ezeket a településeket a magyar előredobott egységek már 16-án reggel elfoglalták. A Szics-gárdisták Romániába húzódtak vissza, ám a román hatóságok lefegyverezték és kiadták őket a magyaroknak. Március 18-ára mindenütt megszűnt a fegyveres ellenállás. 
Összességében Kárpátalja megszállása során a Kárpáti Szics tagjai és az önkéntesek közül becslések szerint közel 200-an estek el, 400-an megsebesültek és 300-an fogságba estek. A Honvédség 59 halottat veszített (többségében a csehszlovák határőrséggel vívott harcokban). A Szics és a Honvédség között 20 kisebb-nagyobb összecsapásra került sor.                    
A megszállt Kárpátalján március 18-tól katonai közigazgatást vezettek be. A Kárpáti Szics prominens tagjait letartóztatták, néhány helyi parancsnokot agyonlőttek, többségüket a Nyíregyháza melletti Varjúlaposon létesített fogolytáborba zárták (őket 1939 nyarán engedték el német követelésre). A lengyel állampolgárságú galíciai Szics-gárdistákat március 17-én a Vereckei-hágónál átadták a lengyel hatóságoknak, ahol azok másnap kivégezték őket (ukrán állítások szerint 5-600 főt). 
A mai ukrán felfogás szerint Kárpát-Ukrajna volt a második próbálkozás (az 1918-as Ukrán Népköztársaság után) egy szuverén ukrán állam megteremtésére, a Kárpáti Szicsre pedig mint a második önálló ukrán hadseregre tekintenek.